# Посуха 2200 року до н. е.

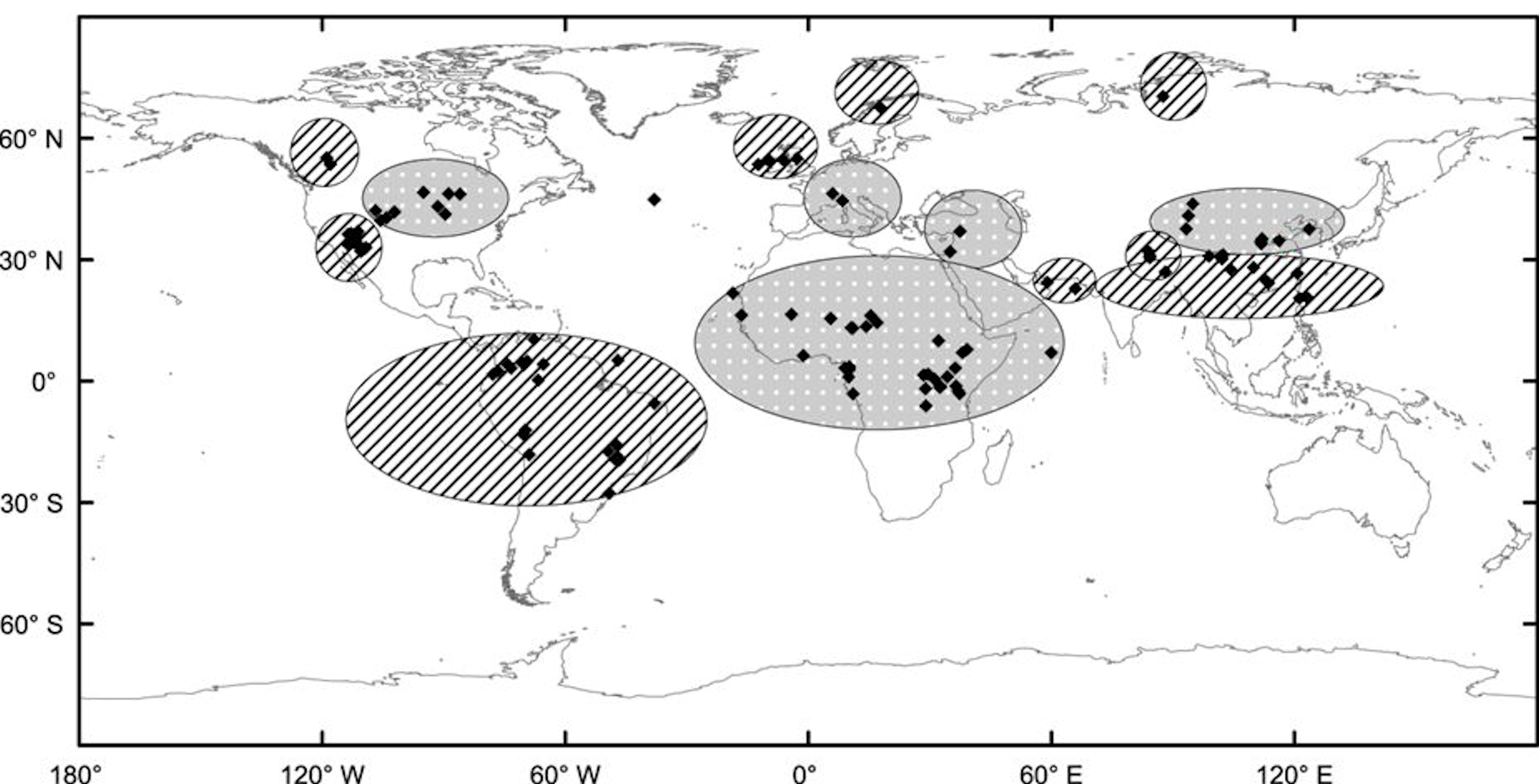
Глобальне поширення події 2200 року до н. е.. На заштриховані ділянки вплинули вологість або повінь, а на пунктирні ділянки — посуха або пилові бурі.

Посуха 2200 року до н. е. — одна з найсуворіших кліматичних подій голоцену, з погляду впливу на людську культуру, тривала протягом всього ХХІІ століття до н. е. 
Науковці вважають, що посуха стала причиною краху Стародавнього царства в Єгипті, Аккадської імперії в Месопотамії та культури Лянчжу в нижній частині річки Янцзи. 
Посуха також могла спричинити крах цивілізації долини Інду, коли частина її населення переселилася на південний схід, слідуючи за переміщенням бажаного середовища проживання, 
а також міграцію індоєвропейців в Індію. Деякі вчені не погоджуються з таким висновком, посилаючись на докази того, що подія не була глобальною посухою і не відбулася в чіткий часовий інтервал.
Визначає початок нинішнього Мегхалейського віку в епоху голоцену.

## Причини
Дані моделювання свідчать про те, що подія 2200 року до н. е. була результатом значного ослаблення атлантичної меридіональної циркуляції (AMOC), що порушило глобальні океанські течії та спричинило опади та зміни температури в різних регіонах.
Внутрішньотропічна зона конвергенції (ITCZ) різко змістилася на південь.
Докази свідчать про те, що підвищена мінливість Ель-Ніньо-Південної осциляції (ENSO) також зіграла роль у створенні кліматичних умов, пов'язаних з подією.
Вибуховий вулканізм в Ісландії також був запропонований як причина, 
хоча низький вміст сірки в ісландських вулканах спонукав інші дослідження до висновку, що він мав незначний вплив на глобальний клімат.

## Докази

Реконструйована температура центральної Гренландії. На відміну від події 6,2 кілороку до н. е., подія тривалістю 4,2 кілороку не має помітного сигналу в ядрі льоду Gisp2, який був відкладений 2200 року до н. е.

Фаза інтенсивної посушливості приблизно 2200 року до н. е. зареєстрована в Північній Африці,
на Близькому Сході,
в Червоному морі, 
на Аравійському півострові, 
на Індійському субконтиненті
та в центральній частині Північної Америки. 
Приблизно в той час зазнали розвитку льодовики в гірських масивах західної Канади.
Ісландія також зазнала розвитку льодовиків. 
Докази також були знайдені в Печерному драпуванні в Італії,
на льодовиковому щиті Кіліманджаро
та в Андійських льодовиках.
Початок аридизації в Месопотамії приблизно у 2200 році до н. е. також збігся з подією похолодання в Північній Атлантиці, відомою як подія Бонда 3.
Попри географічне розмаїття цих прикладів, докази для події 2200 року до н. е. в Північній Європі є неоднозначними, що свідчить про те, що походження та наслідки події просторово складні.

## Наслідки

### Європа

#### Британські острови
В Ірландії існує мало свідоцтв про подію 2200 року до н. е., окрім коротких ізотопних свідчень в деяких записах печерних спелеотем. 
Таким чином, незрозуміло, як ця кліматична подія проявилася в регіоні.
У Великій Британії, як і в Ірландії, природа події 2200 року до н. е. є неоднозначною та незрозумілою. 
У східній Англії кількість тиса скоротилася.

#### Східна Європа
Аналіз відкладень з озера Спор показує, що в Польщі зими стали холоднішими у 2250–2000 рр. до н. е., причому це охолодження, ймовірно, спричинило подзолізацію (утворення бореального лісового типу ґрунту) близько 2200 років до н. е., тоді як літні температури залишалися незмінними. Подія 2200 року до н. е. не вплинула на рівень вологості.

#### Піренейський півострів
В Альборанському морі, західній частині Середземномор’я, суха фаза відбулася приблизно у 2400–2300 рр. до н. е.
Ймовірно, що на Піренейському півострові будівництво поселень типу Мотильяс після 2200 р. до н. е. можуть бути найдавнішою системою збору підземних вод на Піренейському півострові, і їхнє будівництво може бути безпосередньо пов’язано з тривалою, суворою посухою та іншими кліматичними змінами, викликаними подією 2200 року до н. е..

#### Італійський півострів
У Генуезькій затоці середньорічна температура впала, зима стала сухішою, а літо стало вологішим і прохолоднішим, явище, швидше за все, викликане відступом ITCZ на південь влітку, що послабило високий тиск і зменшило нагрівання океану над західним Середземним морем, що призвело до уповільнення швидкості випаровування восени та на початку зими.
Ймовірно, подія 2200 року до н. е. зволожила клімат в Альпах. 
Озеро Петіт зазнало збільшення кількості опадів влітку, про що свідчить збільшення 18O згідно аналізу діатомових водоростей.
Південна Італія, навпаки, зазнала інтенсивної аридизації.
Значне скорочення лісів відбулося в Італії в результаті кліматичних змін.

### Північна Африка
У місці Сіді-Алі, Середній Атлас, значення δ18O вказують не на посушливий період, а на столітній період прохолоднішого та вологішого клімату. 
Близько 2150 року до н. е. було зруйноване Стародавнє царство через низьку повінь Нілу — з нільською водою стало надходити значно менше наносного мулу (добрив), через що суттєво впали врожаї, результатом чого стали голод, громадські заворушення, і роздробленість, що тривали протягом приблизно 40 років і супроводжувалися поетапним відновлення порядку в різних провінціях. Врешті-решт Єгипет було об'єднано у Середньому царстві.

### Середній Схід
У південно-центральному Леванті спостерігалися дві фази сухого клімату, які перемежовувалися вологим інтервалом між ними, і тому подія 2200 року до н. е. в цьому регіоні була названа подією W-подібної форми.
Посилений одночасний потік пилу з піками δ18O зареєстрований у Месопотамії у 2260–2970 рр. до н. е., що позначає підвищену посушливість.  Аридизація Месопотамії могла бути пов’язана з початком зниження температури поверхні Північної Атлантики (подія Бонда 3), оскільки аналіз відкладень показує, що значні (50%) міжрічні скорочення опадів в Месопотамії як результат, зниження температури поверхні моря в субполярній північно-західній Атлантиці. Верхів’я річок Тигр і Євфрат живляться зимовими опадами що надходять з Середземномор'я.
Аккадська імперія у 2300 р. до н. е. була другою цивілізацією, яка об’єднала незалежні суспільства в єдину державу (першою цивілізацією був Стародавній Єгипет приблизно в 3100 р. до н. е.). 
Стверджується, що на розпад держави вплинула широкомасштабна, багатовікова посуха. 
Археологічні дані підтверджують повсюдне залишення сільськогосподарських рівнин північної Месопотамії та різкий наплив біженців у південну Месопотамію приблизно у 2170 р. до н.е.,
що, можливо, послабило Аккадську державу.
Стіна завдовжки 180 км, «Відлякувач амореїв», була побудована через центральну Месопотамію, щоб зупинити вторгнення кочівників на південь. 
Близько 2150 р. до н. е. народ гутіїв, який спочатку населяв гори Загрос, розгромив деморалізовану аккадську армію, захопив Аккад і зруйнував його близько 2115 р. до н. е. 
Зміни в сільському господарстві на Близькому Сході спостерігаються в кінці 3-го тис до н. е..
Заселення північних рівнин відбулося близько 1900 року до н. е., через три століття після краху.
У регіоні Перської затоки відбулася раптова зміна структури поселень, стилю кераміки та гробниць. 
Посуха XX століття до н. е. знаменує собою кінець культури Умм ан-Нар і перехід до культури Ваді Сук.
Дослідження викопних коралів в Омані надає докази того, що тривалі зимові шамальні сезони, приблизно 2200 р до н. е., призвели до засолення зрошуваних полів, що призвело до різкого зменшення виробництва сільськогосподарських культур, що спровокувало широкомасштабний голод і, зрештою, до краху Аккадської імперії.

### Південна та Центральна Азія
Азійський антициклон збільшився за площею та потужністю, що блокувало західні вітри, що несуть вологу, викликаючи збільшення посушливості у Центральній Азії.
Літній мусон (ISM) і зимовий мусон (IWM) зменшилися, що призвело до дуже посушливих умов на північному заході Південної Азії. 
Зниження потужності ISM видно з низьких значень Mn/Ti та Mn/Fe у відкладеннях в озері Рара того часу. 
Територія навколо озера Панканг-Тен-Цо в окрузі Таванг штату Аруначал-Прадеш мала холодний та сухий клімат, де переважала субальпійська рослинність. 
Хоча є свідчення про тривалий, багатосотлітній посушливий період, інші свідчення вказують, що подія 2200 року до н. е. замість цього була серією багатодесятилітніх посух.

#### Вплив на цивілізацію долини Інду
У II тисячолітті до н. е. в євразійських степах і Південній Азії відбулася широка аридізація.
У степах змінився рослинний покрив, що сприяло «підвищенню мобільності та переходу до кочового скотарства».
Дефіцит води також сильно вплинув на Південну Азію:
Цей час був одним із великих потрясінь з екологічних причин. Тривала відсутність дощів спричинила гостру нестачу води на великих територіях, спричинивши крах осілих міських культур у південній частині Центральної Азії, Афганістані, Ірані та Індії та спровокувавши масштабні міграції. Новоприбулі злилися з пост-міськими культурами та домінували в них.
Міські центри цивілізації долини Інду були покинуті та замінені різними місцевими культурами через ту саму зміну клімату, яка вплинула на сусідні регіони на заході.
Станом на 2016 рік багато вчених вважали, що посуха та зниження торгівлі з Єгиптом і Месопотамією спричинили крах Індської цивілізації. 
Система Гаггар-Гакра живилася дощем,
і водопостачання залежало від мусонів. 
Приблизно з 1800 року до н. е. клімат долини Інду став значно прохолоднішим і сухішим, що пов’язано з сучасним загальним ослабленням мусонів. 
Посушливість зростала, коли річка Гаггар-Гакра відійшла до підніжжя Гімалаїв, 
що призводило до непостійних і менш масштабних повеней, що робило заливне сільське господарство менш стійким. 
Аридифікація зменшила водопостачання настільки, що призвело до загибелі цивілізації та розсіяння її населення на схід.

### Східна Азія
Подія 2200 року до н. е. призвела до значного зменшення сили Східноазійського літнього мусону (EASM).  
Вважається, що це значне послаблення EASM стало результатом зменшення потужності AMOC;
охолодження вод Північної Атлантики призвело до уповільнення руху EASM на північ і зменшення кількості опадів на його північній околиці.
Різка зміна вологості виникла між північним і південним Китаєм через рух EASM на південь.
Північно-Східний Китай сильно постраждав;
Відкладення озера Хулунь-Нур у Внутрішній Монголії показують значну посушливу подію у 2210–1840 рр. до н. е.
Значення δ18O  з печери Йонглу в Хубеї підтверджують, що регіон зазнав значної аридизації, і показують, що початок події був поступовим, але його кінець був раптовим.
На Корейському півострові подія 2200 року до н. е. була пов'язана зі значною аридифікацією, що вимірюється значним зниженням відсотка деревного пилку (AP).
Стоянка Саннай Маруяма занепала в цей же час;
зростаюче населення культури Дзьомон після цього поступово зменшилася.
На острові Ребун відбулося різке похолодання близько 2130 до н. е., яке, як вважають, пов’язане з подією 2200 року до н. е..

#### Вплив на китайську цивілізацію
Можливо, посуха стала причиною краху неолітичних культур Центрального Китаю наприкінці III тисячоліття до н. е.. 
У басейні річки Ішу (басейн річки, що складається з річки Ї (沂河) Шаньдуна та річки Шу) на процвітаючу культуру Луншань вплинуло похолодання, яке значно скоротило виробництво рису та призвело до значного зменшення населення та зменшення кількості археологічних пам’яток. 
Приблизно у 2000 році до н. е. Луншань була витіснена культурою Юеші, яка мала менш складні випоби із кераміки та бронзи. 
Культура Лянчжу в нижній течії річки Янцзи також занепала в той же період.
Вважається, що подія 2200 року до н. е. також призвела до занепаду культуру Давенькоу.
Проте подія 2200 року до н. е. не мала помітного впливу на поширення вирощування проса в регіоні.

### Південна Африка
Сталагміти з північно-східної Намібії демонструють, що регіон став вологішим завдяки зсуву ITCZ на південь.
Подія зволоження в Намібії мала два імпульси.

### Маскарени
Жодних свідчень про подію 2200 року до н. е. на Родригесі не виявлено.